# Catenanuova
Catenanuova é uma comuna italiana da região da Sicília, província de Enna, com cerca de 4.898 <smal>(2001) habitantes. Estende-se por uma área de 11,17 km², tendo uma densidade populacional de 445 hab/km². Faz fronteira com Agira, Castel di Judica (CT), Centuripe, Regalbuto.
No dia 10 de agosto do 1999 registrou a temperatura oficial mais alta da Europa com 48.5C.

## Demografia
| Variação demográfica do município entre 1861 e 2011                               |
|                                                                                   |
| Fonte: Istituto Nazionale di Statistica (ISTAT) - Elaboração gráfica da Wikipedia |